# Oda Schneider
Oda Schneider, Ordensname Maria Cordis, (* 30. Mai 1892 in Pressbaum bei Wien; † 12. März 1987 in Graz) war eine österreichische Unbeschuhte Karmelitin und katholische Schriftstellerin.

## Leben
Oda Schneider wurde als Tochter des Generalstabshauptmanns Artur Przyborski geboren. Sie besuchte von 1901 bis 1906 die Klosterschule Sacre-Coeur in Wien. 1917 vermählte sie sich mit Major Rudolf Schneider. An der Universität Wien belegte sie einen Hochschulkurs fur Laien. Am 4. November 1947 starb ihr Mann. Noch im gleichen Monat wurde sie Unbeschuhte Karmelitin im Kloster in Wien-Baumgarten mit dem Ordensnamen Maria Cordis. Dort legte sie 1952 die feierlichen Gelübde ab. 1969 wurde sie ins Grazer Kloster der Karmelitinnen versetzt. Dort starb sie in ihrem 95. Lebensjahr. Sie war eng mit der österreichischen Dichterin Paula von Preradovic befreundet. In der von Franz Wasner herausgegeben Salzburger Katholischen Kirchenzeitung veröffentlichte sie mehrmals Beiträge auf der Titelseite. Sie veröffentlichte Aufsätze und Buchbesprechungen über Ehe und Familie in der Katholischen Frauenzeitung.

## Aussagen zu Priestertum und Frau
Manfred Hauke stellte fest, dass Oda Schneider den Ruf nach Frauenpriestertum bereits 1934 für „abgeebbt“ hielt. In dem Jahr veröffentlichte sie Vom Priestertum der Frau. Darin verbindet sie das historische Material mit der Symbolik der Geschlechter, ähnlich anderen Autoren in dieser Zeit, wie Gertrud von le Fort und Ida Friederike Görres. In diesem Zusammenhang macht sie auf die Tatsache aufmerksam, dass bereits im alten Griechenland weibliche Züge in der Natur mehr dem unwandelbaren Ort, der „Nahwelt“, die männlichen mehr dem unstetig Schweifenden, dem Streben in die „Fernwelt“ verbunden werden. Schneider hält „dieses Bedürfen, die ‚Mutter‘ an einen festen Ort zu binden“, für eine im letzten religiös zu verstehende Ursehnsucht des Menschen. Sie schreibt: „Wir sprechen von der Muttergottes von Czenstochau, von Lourdes, von Fatima, von Schönstatt, von Mariazell. [...] Aus dem Bereich der Verehrung männlicher Heiliger gibt es nichts vergleichbares.“ Des Weiteren konstatierte sie: Der Mensch in seiner „gefallene[n] Natur trägt den Hang zur Empörung in sich [...] Da nun die Haltung des Dienstes von der Frau mit ganz starker Notwendigkeit gefordert werden muss, [...] so war es offenbar besser, sie, auch nach Konstituierung ihrer Freiheit im Übernatürlichen, von der Natur her noch einige Zeit lang gebeugt zu halten.“ Sie lehnte folglich Frauenordination aus metaphysischen und psychologischen Gründen ab. Hauke fasst den Befund mit den Worten zusammen, dass das Streben von Frauen nach dem Amtspriestertum von einer Unterbetonung der prägenden marianischen Dimension der Kirche stamme. Diese Überbewertung des männlichen Elements sei letztlich eine Form von verborgenem Klerikalismus.

## Übersetzerin
Schneider übersetzte Werke aus dem Englischen, Spanischen und Französischen ins Deutsche.

## Werk (Auswahl)
- Gedicht: Pfingsten eines Blinden[9] – 1928.
- Vom Priestertum der Frau – Wien 1934, dritte Auflage 1940.[10]
- Die Macht der Frau – Salzburg 1938.
- Gedanken zu Vinzenz Pallotis Selbstbezeichnung: "nihil et peccatum" – Wien 1938.
- Der Prophet des Herzens: Johannes Eudes – Wien 1947.
- Die Macht des reinen Herzens: im Dienste Unserer Frau von der Liebe des guten Hirten – Wien 1948.
- Das heilige Skapulier: Sinnbild der Weihe an das Unbefleckte Herz Mariens – Innsbruck 1951.
- Das zweite Buch Samuel vom Bau des Hauses David – Paderborn 1953.
- Das Buch Rut Vom Werden der Wurzel Jesse – Paderborn 1953.
- Das erste Buch Samuel Gott schaut in das Herz – Paderborn 1954.
- Das gekrönte Bildnis Unserer lieben Frau mit dem geneigten Haupte Dreihundert Jahre Gnadenquell in Österreich – Wien 1955.
- Vom Beten zum Schauen. Führung auf dem Weg zur Vollkommenheit nach der heiligen Theresia von Jesus – [Übers.] Paderborn 1960.
- Elias: Flammender Zeuge des ewigen Herzens – Paderborn 1962.
- Die mystische Erfahrung – München 1965.
- Teresa de Jesus: Weisheit des Lebens – Wien 1982.
- Edith Stein: Teresia Benedicta a Cruce (Mitautorin) – Wien 1987.